# Ярино (Добрянское городское поселение)
Ярино — деревня в Добрянском районе Пермского края. Входит в состав Добрянского городского поселения.

## География
Расположена на реке Ярина (приток реки Добрянка), примерно в 8,5 км к востоку от райцентра, города Добрянка. Через деревню проходит автомобильная дорога Пермь — Березники.

## Население
| 2010 |
| ---- |
| 11   |

## Улицы
- Дорожная ул.
- Ключевой пер.
- Лесная ул.
- Полевая ул.
- Хуторская ул.
- Центральная ул.
- Яринская ул.

## Топографические карты
- Лист карты O-40-54 Вильва. Масштаб: 1 : 100 000. Издание 1977 г.